# David Erskine (2e baron Erskine)
David Montagu Erskine, 2e baron Erskine (12 août 1776 - 19 mars 1855) est un diplomate et homme politique britannique.

## Jeunesse et éducation
Membre du clan Erskine, il est le fils aîné de Thomas Erskine (1er baron Erskine), quatrième fils de Henry Erskine (10e comte de Buchan). Sa mère est Frances, fille de Daniel Moore. Il fait ses études à Winchester et Trinity College, Cambridge, s'inscrivant en 1796. Il est admis au barreau de Lincoln's Inn en 1802.

## Carrière politique et diplomatique
Erskine ne pratique pas le droit ; au lieu de cela, il est élu député de Portsmouth en 1806 à la place de son père, qui est nommé Lord Chancelier. A la demande du père d'Erskine à Charles James Fox, alors ministre des Affaires étrangères, il est nommé ministre aux États-Unis plus tard cette année-là.
En 1809, Erskine est rappelé par le ministre des Affaires étrangères, George Canning, pour avoir proposé le retrait des décrets en conseil de 1807 contre les Américains et sa résolution de l'affaire Chesapeake-Leopard. Il reste donc en disgrâce et au chômage jusqu'en 1824, quand il hérite du titre de son père et est nommé ministre à Stuttgart. Il est ensuite transféré à Munich en 1828. Il prend sa retraite en 1843.

## Famille

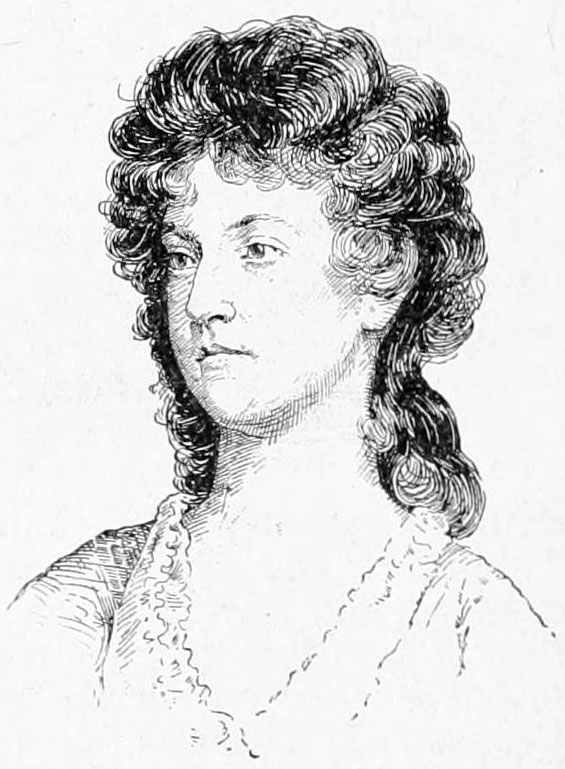
Lady Frances Erskine

Lord Erskine vit aux États-Unis avant sa nomination comme ministre à Washington. En 1799, il épouse Frances Cadwalader, fille de John Cadwalader, un général pendant la guerre d'Indépendance américaine. Elle est l'arrière-petite-fille du juge William Moore, de Moore's Hall, en Pennsylvanie, dont la nièce épouse le père de Lord Erskine, et donc Lord Erskine et sa femme sont cousins. Le portrait de Lady Erskine par Gilbert Stuart est considéré comme l'un de ses chefs-d'œuvre . Ils ont douze enfants :

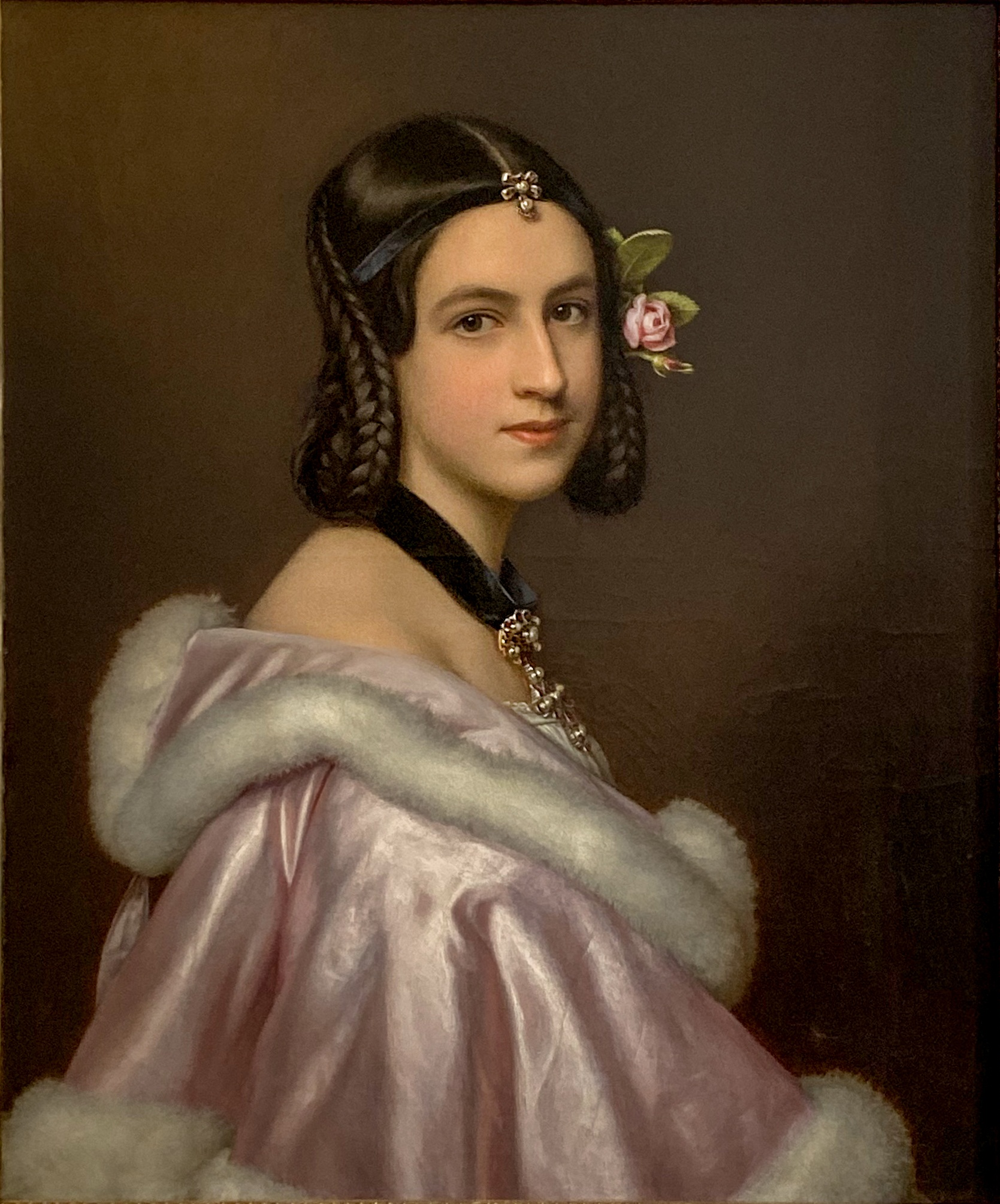
La fille de Lord Erskine, l'honorable Jane Erskine, vers 1838, dans la Gallery of Beauties.

- Thomas Americus Erskine, 3e baron Erskine (1802-1877), diplomate.
- John Cadwallader Erskine, 4e baron Erskine (1804-1882), diplomate.
- Steuarta Erskine (1810-1863), épouse Timothy Yeats Brown .
- Elizabeth Erskine (c. 1812-1886), épouse St Vincent Hawkins-Whitshed, 2e baronnet.
- David Montagu Erskine (1816-1903), soldat.
- Edward Morris Erskine (1817-1883), diplomate.
- James Stuart Erskine (1821-1904), créé Graf Erskine par Louis II de Bavière.
- Frances Erskine (morte en 1876), épouse Gabriel Shawe.
- Sevilla Erskine (mort en 1835), épousa Henry Howard.
- Harriett Erskine (morte en 1855), épouse Charles Woodmass.
- Hon. Jane Plumer Erskine (morte en 1846), épouse James Callander de Craigforth et Ardkinglas.
- Hon. Mary Erskine (morte en 1874), épouse Graf Hermann von Paumgarten ; leur arrière-petit-fils, le Graf Karl Theodor zu Törring-Jettenbach, épouse la princesse Elizabeth de Grèce et de Danemark[4].

Thomas Americus doit son nom à Thomas Cadwalader, le frère de Lady Erskine, devenu officier pendant la guerre de 1812. John Cadwallader est nommé d'après son père .Lady Erskine meurt à Gênes en mars 1843.
Erskine épouse en secondes noces Anne, fille de John Travis, en juillet 1843. Après la mort d'Anne en avril 1851, il se remarie à Anna, fille de William Cunninghame Graham de Gartmore et Finlaystone et veuve de Thomas Calderwood Durham, en 1852. Il n'y a pas d'enfants de ses deuxième et troisième mariages. Lord Erskine est décédé à son domicile de Butler's Green dans le Sussex en mars 1855, à l'âge de 78 ans, et est enterré à Cuckfield. Il est remplacé dans la baronnie par son fils aîné, Thomas. Sa veuve épouse le vénérable John Sandford, archidiacre de Coventry, en 1856. Elle est décédée en mars 1886 .